# 宜阳之战 (27年)
宜阳之战，东汉建武三年（27年）闰正月，光武帝刘秀在宜阳（今河南省宜阳县西北）包围迫降赤眉军十万余人的作战。
26年十二月，在东汉的打击下，樊崇等率领困守长安的二十万的赤眉大军东归。刘秀派人屯兵新安、宜阳，大军向西迎击，阻止赤眉军东归。27年正月，赤眉军在湖县击败阻击的冯异及邓禹军。闰正月，赤眉军与冯异在崤山谷地会战，八万余人归降，力量大减。刘秀亲自率领大军与在新安、宜阳的积射将军侯进，建威大将军耿弇会合，拦截兵败后到宜阳的赤眉军。赤眉军在宜阳被刘秀大军包围，粮尽力竭，全部投降。